# Canton de l'Huisserie
Le canton de l'Huisserie est une circonscription électorale française du département de la Mayenne.

## Histoire
Un nouveau découpage territorial de la Mayenne entre en vigueur à l'occasion des élections départementales de 2015. Il est défini par le décret du 21 février 2014, en application des lois du 17 mai 2013 (loi organique 2013-402 et loi 2013-403). Les conseillers départementaux sont, à compter de ces élections, élus au scrutin majoritaire binominal mixte. Les électeurs de chaque canton élisent au Conseil départemental, nouvelle appellation du Conseil général, deux membres de sexe différent, qui se présentent en binôme de candidats. Les conseillers départementaux sont élus pour 6 ans au scrutin binominal majoritaire à deux tours, l'accès au second tour nécessitant 12,5 % des inscrits au 1er tour. En outre la totalité des conseillers départementaux est renouvelée. Ce nouveau mode de scrutin nécessite un redécoupage des cantons dont le nombre est divisé par deux avec arrondi à l'unité impaire supérieure si ce nombre n'est pas entier impair, assorti de conditions de seuils minimaux. Dans la Mayenne, le nombre de cantons passe ainsi de 32 à 17.
Le canton de l'Huisserie est formé de communes des anciens cantons de Saint-Berthevin (4 communes), de Laval-Est (1 commune), d'Argentré (3 communes) et de Montsûrs (1 commune). Il est entièrement inclus dans l'arrondissement de Laval. Le bureau centralisateur est situé à L'Huisserie.

## Représentation
| Période élective | Période élective | Mandat | Mandat   | Identité         | Nuance | Nuance | Qualité                                                                                   |
| ---------------- | ---------------- | ------ | -------- | ---------------- | ------ | ------ | ----------------------------------------------------------------------------------------- |
| 2015             | 2021             | 2015   | 2021     | Christian Briand |        | DVG    | Chargé de missions d'ordre stratégique en entreprise, conseiller municipal de L'Huisserie |
| 2015             | 2021             | 2015   | 2021     | Christine Dubois |        | LREM   | Employée de Banque, maire de Louvigné (depuis 2014)                                       |
| 2021             | 2028             | 2021   | en cours | Christian Briand |        | DVG    | Conseiller sortant                                                                        |
| 2021             | 2028             | 2021   | en cours | Christine Dubois |        | DVG    | Retraitée, conseillère sortante                                                           |

### Résultats détaillés

#### Élections de mars 2015
À l'issue du 1er tour des élections départementales de 2015, deux binômes sont en ballottage : Christian Briand et Christine Dubois (Union de la Gauche, 43,04 %) et Annette Chesnel et Alain Guinoiseau (Union de la Droite, 36,7 %). Le taux de participation est de 51,48 % (5 913 votants sur 11 486 inscrits) contre 50,77 % au niveau départemental et 50,17 % au niveau national.
Au second tour, Christian Briand et Christine Dubois (Union de la Gauche) sont élus avec 54,3 % des suffrages exprimés et un taux de participation de 50,5 % (2 869 voix pour 5 800 votants et 11 486 inscrits).
Christine Dubois siège au groupe LREM.

#### Élections de juin 2021
Le premier tour des élections départementales de 2021 est marqué par un très faible taux de participation (33,26 % au niveau national). Dans le canton de l'Huisserie, ce taux de participation est de 33,69 % (4 133 votants sur 12 267 inscrits) contre 32,1 % au niveau départemental. À l'issue de ce premier tour, deux binômes sont en ballottage : Christian Briand et Christine Dubois (DVG, 48,4 %) et Nathalie Acker et Jean-Pierre Thiot (DVC, 40,59 %).
Le second tour des élections est marqué une nouvelle fois par une abstention massive équivalente au premier tour. Les taux de participation sont de 34,36 % au niveau national, 32,97 % dans le département et 35,73 % dans le canton de l'Huisserie. Christian Briand et Christine Dubois (DVG) sont élus avec 52,62 % des suffrages exprimés (2 147 voix pour 4 386 votants et 12 274 inscrits),,.

## Composition
Le canton de l'Huisserie comprend neuf communes entières.
| Nom                                 | Code Insee | Intercommunalité       | Superficie (km2) | Population (dernière pop. légale) | Densité (hab./km2) | Modifier                                    |
| ----------------------------------- | ---------- | ---------------------- | ---------------- | --------------------------------- | ------------------ | ------------------------------------------- |
| L'Huisserie (bureau centralisateur) | 53119      | CA Laval Agglomération | 14,72            | 4 554 (2022)                      | 309                | modifier les données · modifier les données |
| Ahuillé                             | 53001      | CA Laval Agglomération | 29,87            | 1 864 (2022)                      | 62                 | modifier les données · modifier les données |
| Entrammes                           | 53094      | CA Laval Agglomération | 26,16            | 2 278 (2022)                      | 87                 | modifier les données · modifier les données |
| Forcé                               | 53099      | CA Laval Agglomération | 4,94             | 1 096 (2022)                      | 222                | modifier les données · modifier les données |
| Louvigné                            | 53141      | CA Laval Agglomération | 12,56            | 1 182 (2022)                      | 94                 | modifier les données · modifier les données |
| Montigné-le-Brillant                | 53157      | CA Laval Agglomération | 18,05            | 1 342 (2022)                      | 74                 | modifier les données · modifier les données |
| Nuillé-sur-Vicoin                   | 53168      | CA Laval Agglomération | 23,59            | 1 250 (2022)                      | 53                 | modifier les données · modifier les données |
| Parné-sur-Roc                       | 53175      | CA Laval Agglomération | 23,74            | 1 384 (2022)                      | 58                 | modifier les données · modifier les données |
| Soulgé-sur-Ouette                   | 53262      | CA Laval Agglomération | 22,94            | 1 060 (2022)                      | 46                 | modifier les données · modifier les données |
| Canton de l'Huisserie               | 5308       |                        | 176,57           | 16 010 (2022)                     | 91                 | modifier les données                        |

## Démographie
En 2022, le canton comptait 16 010 habitants, en évolution de +4,15 % par rapport à 2016 (Mayenne : −0,73 %, France hors Mayotte : +2,11 %).
| 2013   | 2018   | 2022   |
| ------ | ------ | ------ |
| 15 278 | 15 551 | 16 010 |